# Huize Loreto

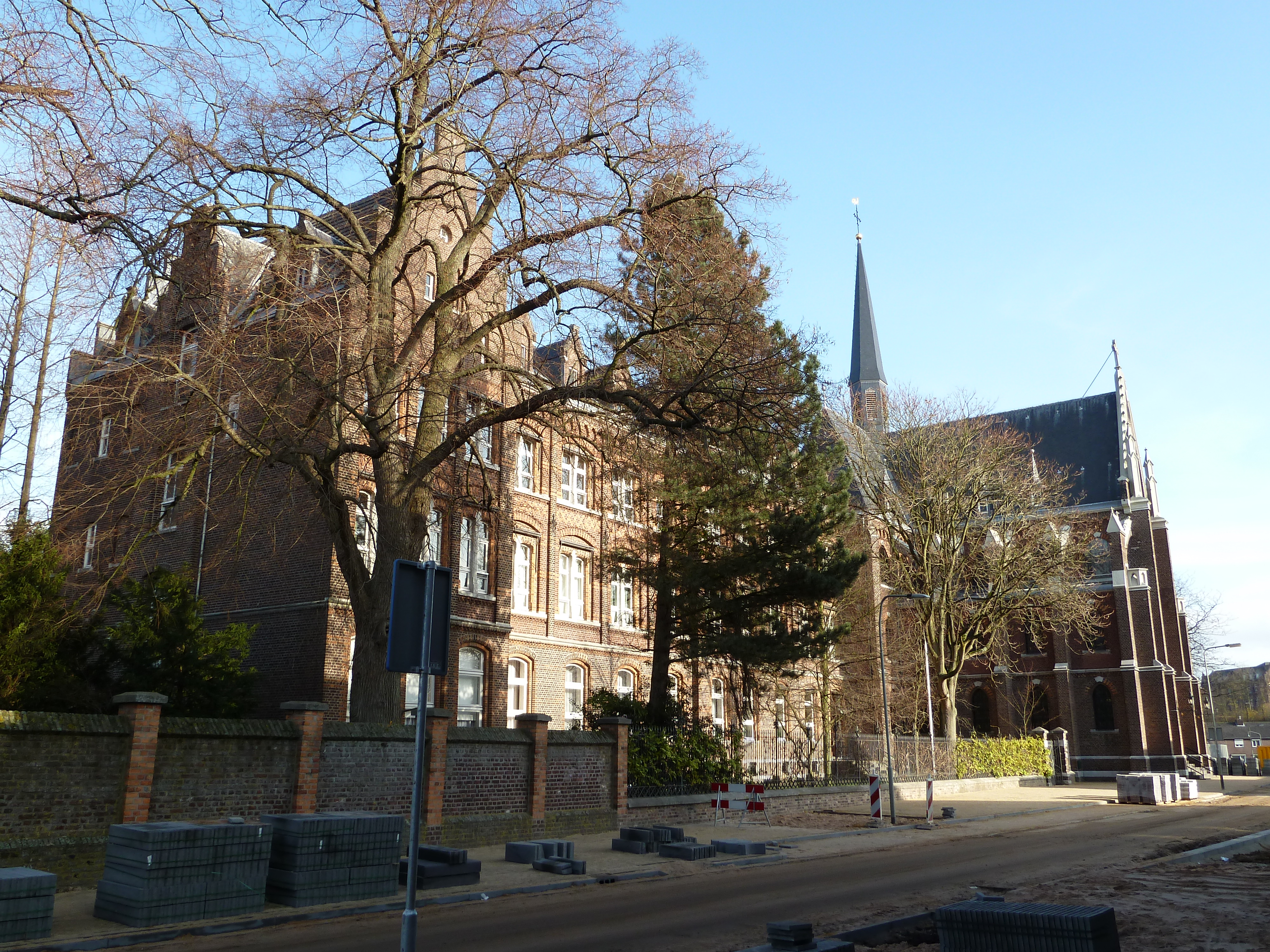
Huize Loreto

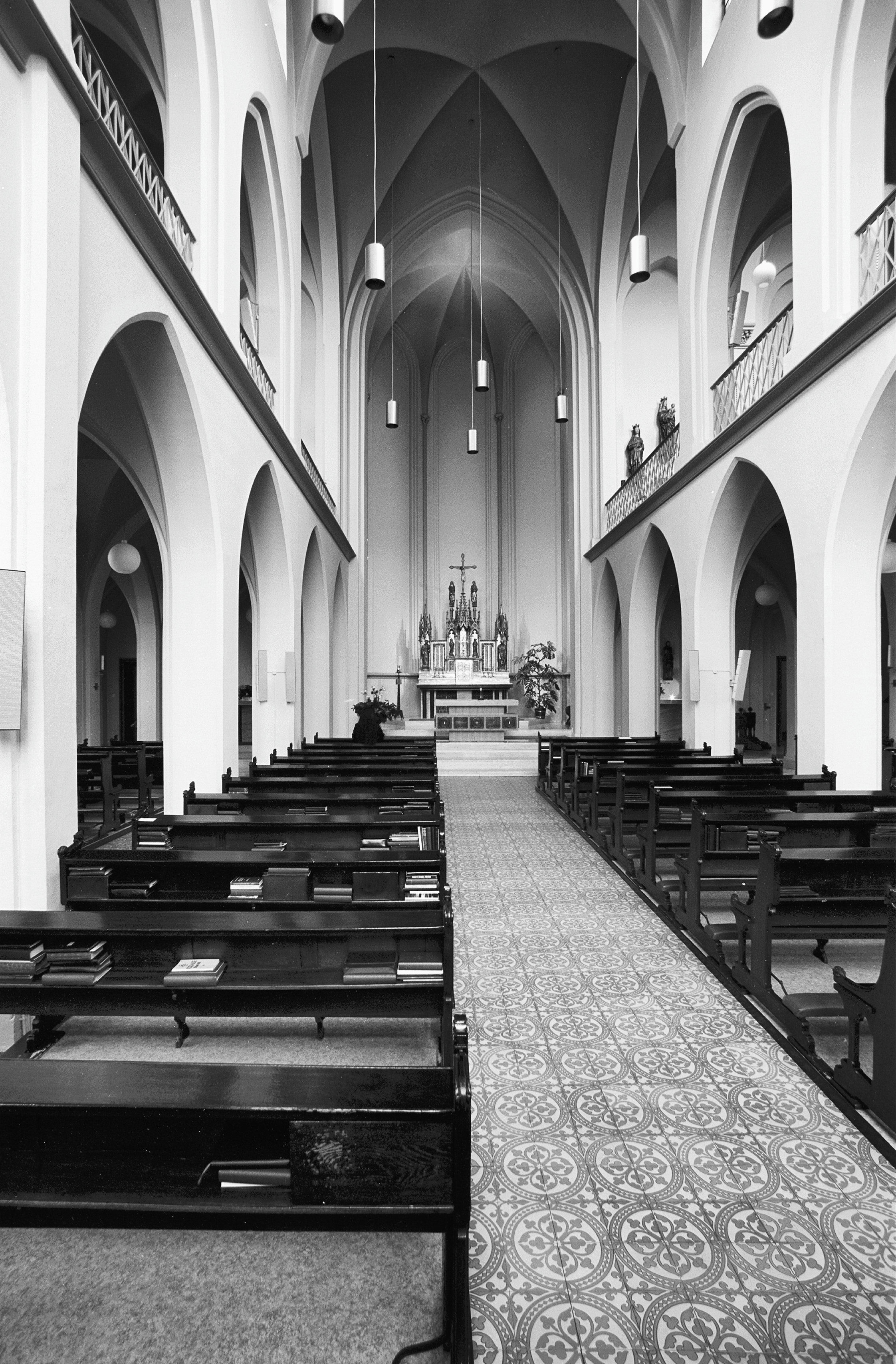
Interieur van de kapel

Huize Loreto is een voormalig klooster in het Limburgse dorp Simpelveld, gelegen aan Kloosterstraat 68. Sinds 2018 is in het voormalige klooster Museum de Schat van Simpelveld gevestigd.
Het klooster staat ten oosten van het centrum van het dorp en ten westen van de buurt Rodeput. Achter het klooster werd een park aangelegd. In dit Hellingbos werden diverse bouwwerken door de zusters aangelegd.

## Geschiedenis
Het klooster werd gebouwd in 1878 voor de Zusters van het Arme Kind Jezus, een van huis uit Duitse congregatie die echter, ten gevolge van de Kulturkampf, naar Nederland moest uitwijken. Architect was Hermann Joseph Hürth.
Het betreft een groot bakstenen bouwwerk in neogotische stijl, voorzien van een neogotische kapel. Deze Kloosterkerk van Maria Boodschap is een kruiskerk met een zeer hoog middenschip, geflankeerd door scheiwanden met twee rijen bogen boven elkaar. De kerk beschikt over een rijk neogotisch altaar. Naast het klooster bevindt zich een voormalig meisjespensionaat, en verder is er een boerderij met diverse bedrijfsgebouwen. De rector van het klooster was woonachtig in een neogotisch herenhuis van 1875 aan Rodeput 12, genaamd:  't Kanthuis.
In 2012 vertrokken de laatste zusters. In de kapel bevond zich het graf van de in 2018 zalig verklaarde Clara Fey, de stichteres van de congregatie. De resten van Fey werden in 2012 door de zusters overgebracht naar Aken.